# Ногалес (Аризона)
Ногалес (на английски: Nogales) е град в окръг Санта Круз, щата Аризона, САЩ. Ногалес е с население от 19 870 жители (2007) и обща площ от 53,9 km². Намира се на 1168 m надморска височина. ЗИП кодът му е 85600-85699, а телефонният му код е 520.

## Известни личности
Родени в Ногалес
- Чарлз Мингъс (1922-1979), музикант